# Milena Vukotic
Milena Vukotic (ur. 23 kwietnia 1935 w Rzymie) – włoska aktorka filmowa i telewizyjna.

## Wybrana filmografia

### Filmy
- 1961: Il conquistatore di Corinto jako Ancella
- 1961: Kiedy nadejdzie wrzesień (Come September) jako pokojówka Melinda
- 1965: Porozmawiajmy o mężczyznach (Questa volta parliamo di uomini) jako Saturnia
- 1965: Giulietta i duchy (Giulietta degli spiriti) jako pokojówka Elisabetta
- 1970: Dzielny wojak Rosolino (Rosolino Paternò, soldato...) jako Annuzza
- 1972: Dyskretny urok burżuazji (Le charme discret de la bourgeoisie) jako Ines
- 1974: Widmo wolności (Le fantôme de la liberté) jako pielęgniarka
- 1975: Moi przyjaciele (Amici miei) jako Alice Mascetti
- 1977: Mroczny przedmiot pożądania (Cet obscur objet du désir) jako kobieta w pociągu
- 1980: Niedzielni kochankowie (Les séducteurs) jako Nora
- 1980: Taras (La terrazza) jako Emanuela
- 1983: Nostalgia (Nostalghia) jako urzędniczka
- 1986: Max, moja miłość (Max, mon amour) jako matka Margaret
- 1998: Vado e torno jako matka Filippa
- 2004: Porządna kobieta (A Good Woman) jako hrabina Lucchino
- 2007: Saturno contro. Pod dobrą gwiazdą (Saturno contro) jako główna pielęgniarka
- 2010: Listy do Julii (Letters to Juliet) jako Maria
- 2010: Scontro di civiltà per un ascensore a Piazza Vittorio jako pani Fabiani

### Seriale TV
- 1963: La bella addormentata
- 1982: Anna, Ciro e compagnia jako babcia
- 1987: Anna jako Irene Kralowa
- 2011: Komisarz Rex (Il commissario Rex) jako Clotilde / Sveva

## Nagrody i nominacje
Była trzykrotnie nominowana do nagrody David di Donatello. W 2024 roku otrzymała Honorowego Davida di Donatello za całokształt twórczości.